# 黃振輝
黃振輝 （英語：Wong Chun-fai, Clifford, 1932年—1987年3月31日），香港1980年代著名商人，黃克競家族成員，加拿大發展有限公司及俊業資源有限公司創辦人，80年代發展香港首批底密度洋房住宅區康樂園及錦綉花園。

## 生平
黃振輝生於香港望族，早年入讀拔萃男書院，於加拿大麥吉爾大學畢業。黃振輝原於加拿大從事地產生意，70年代尾返港創立加拿大發展有限公司，分別興建了大埔康樂園及元朗錦綉花園。其家族至今是錦綉花園的主要業主。

## 家族
黃振輝是泰國華僑富豪黃宣充之孫，香港60年代知名工業家「光學大王」黃克競的姪子，大業主及東華三院主要捐贈者黃祖棠之子。1953年與抗日名將，山東省省長， 全國政協委員王耀武千金王魯雲結婚，共育有五女。
長女黃惠珍現任山東省政協委員，中國南山集團董事，也是香港加拿大國際學校創辦人之一。
二女黃惠琪是家族地產公司俊業的執行董事。
三女黃惠君是香港著名私校弘立書院的創辦人及校董會主席，現任電訊盈科獨立非執董，也擔任過公開大學校董及中央政策組顧問。